# Synema pichoni
Synema pichoni är en spindelart som beskrevs av Schenkel 1963. Synema pichoni ingår i släktet Synema och familjen krabbspindlar. Inga underarter finns listade i Catalogue of Life.